# Karl Theodor Gaedertz

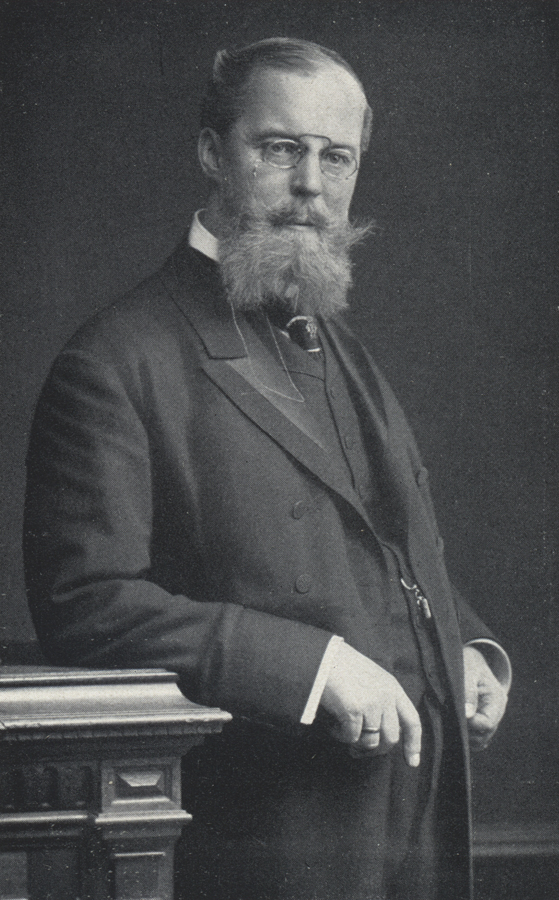
Karl Theodor Gaedertz.

Karl Theodor Gaedertz, född den 8 januari 1855 i Lübeck, död den 8 juli 1912 i Berlin, var en tysk litteraturhistoriker.
Gaedertz var 1903–1905 överbibliotekarie i Greifswald och författade ett stort antal arbeten rörande tyska författare, särskilt Fritz Reuter, Emanuel Geibel och Goethe.